# Cabin Fever (film 2002)
Cabin Fever è un film del 2002  diretto da Eli Roth.
Il titolo del film è stato scelto non a caso, in quanto essenza di un doppio senso in inglese: se da una parte si indica una particolare manifestazione claustrofobica definita in psicologia come Sindrome della Capanna o del Prigioniero (visibile con il declino dei legami d'amicizia tra gli studenti), dall'altra si fa riferimento alle malattie trasmesse in cabine (o bagni).
Roth ha ricercato uno stile che potesse essere il punto di partenza per moderni film dell'orrore distribuiti negli anni recenti. Prendendo spunto da The Blair Witch Project Roth usò internet come mezzo promozionale per il film, al fine di ottenere consensi per quando sarebbe stato distribuito. Per la realizzazione di Cabin Fever, comunque, Roth si è ispirato a diversi suoi film preferiti, tra i quali La casa, Non aprite quella porta e L'ultima casa a sinistra.
Il film ha avuto un sequel Cabin Fever 2 - Il contagio, nel 2009, un prequel nel 2014, Cabin Fever: Patient Zero e un remake dallo stesso titolo nel 2016, Cabin Fever.

## Trama
Tornando a casa da una battuta di caccia nei boschi, Henry, un eremita, trova il proprio cane morto, con il ventre marcio e orribilmente corroso e, dopo essersi sporcato con il suo sangue, contrae una terribile e mortale malattia, una forma fulminante ed estremamente contagiosa di fascite necrotizzante. Qualche giorno dopo, un gruppo di cinque amici - composto da Jeff, Marcy, Paul, Karen e Bert decide di trascorrere una settimana di vacanza in un cottage di campagna. Jeff e Marcy stanno insieme, mentre Paul è attratto da Karen e cerca di conquistarla, e Bert è il proverbiale "terzo incomodo", immaturo, chiassoso e propenso a combinare guai. Arrivati al villaggio vicino al bosco da loro scelto come meta, i cinque ragazzi fanno conoscenza di alcuni curiosi personaggi, tra cui Dennis, un biondo ragazzino autistico con la tendenza a tirare morsi a chi gli si avvicina e il vecchio proprietario di un negozio di alimentari, intento a pulire un fucile affermando che lo sta preparando "per i negri". Arrivati al cottage Jeff e Marcy si chiudono in camera per fare sesso, Paul e Karen fanno un tranquillo giro in barca nel lago lì vicino e Bert va in giro per il bosco con un fucile per dare la caccia agli scoiattoli. Qui il ragazzo accidentalmente spara ad Henry ferendolo di striscio. L'uomo, già sfigurato dalla malattia, fugge e Bert sconvolto, ritorna al cottage senza fare parola agli amici dell'accaduto.
Quella sera, i cinque amici si riuniscono davanti ad un falò, raccontandosi storie lugubri, e vengono raggiunti da un giovane di nome Justin, che ama farsi chiamare "Grimm" ed è accompagnato da un aggressivo cane di nome Dr. Mambo. Qui il ragazzo chiede ai protagonisti di unirsi a loro in cambio di un po' di marijuana. Di lì a poco comincia a piovere, e il ragazzo se ne va lasciando lì il suo cane promettendo di ritornare. Poco dopo arriva Henry, chiedendo aiuto ai protagonisti, vomitando sangue, cercando di rubare loro la macchina, per andare in ospedale e infine aggredendo Karen e Marcy in preda alla disperazione. I ragazzi, spaventati e non sapendo come comportarsi, finiscono per dargli fuoco. Il giorno dopo Bert e Jeff vanno in cerca di un telefono per chiamare la polizia. Incontrano un'allevatrice di maiali intenta a squartare alcuni dei suoi animali, che, infuriata, spiega ai ragazzi che nel bosco c'è una malattia che sta infettando gli animali domestici e offre loro il suo telefono. I due però scoprono che la donna è la cugina di Henry e, temendo di finire nei guai, si allontanano con una scusa. A peggiorare le cose ci penserà Dr. Mambo, che comincia ad aggirarsi intorno al cottage con intenti aggressivi. Paul nel frattempo incontra l'agente Winston Olsen, un poliziotto amante del divertimento e degli eccessi, che gli promette di inviare un carro attrezzi al cottage per trainare l'automobile. Poco dopo Paul raggiunge Karen, ritiratasi a riposare nella sua stanza, e qui i due hanno un momento di intimità, ma Paul si accorge che Karen è stata infettata dalla stessa malattia che aveva colpito Henry. Per evitare di essere contagiati a loro volta, Paul, Marcy, Jeff e Bert decidono di isolare Karen, rinchiudendola nel capanno degli attrezzi lì vicino.
Da qui le cose cominciano a precipitare: Jeff, spaventato, decide di fuggire, mentre Bert si accorge di essere anche lui infetto, e si reca in paese per chiedere aiuto. Qui il ragazzo viene morso da Dennis, infettandolo e attirandosi le ire del padre e dei suoi amici, che cominciano a dargli la caccia per ucciderlo. Al cottage, nel frattempo, Marcy viene presa dallo sconforto e, credendo che per loro non ci sarà scampo e saranno destinati a morire, convince Paul ad avere un rapporto sessuale non protetto. Dopo ciò anche Paul si allontana dal cottage e Marcy, in preda ad una crisi depressiva, scopre di essere infetta anche lei quando, depilandosi le gambe, vede formarsi su di esse le piaghe caratteristiche della malattia. In preda al panico la ragazza esce dal cottage urlando, e viene assalita da Dr. Mambo, che la sbrana.
Nel frattempo, Paul scopre il corpo di Henry che galleggia in un serbatoio, scoprendo che l'infezione può diffondersi attraverso l'acqua potabile. Tornato al cottage, Paul sorprende Dr. Mambo che è riuscito ad entrare nel capanno e sta divorando Karen. Dopo aver ucciso il cane con il fucile di Bert, Paul, notando che Karen, nonostante le piaghe dell'infezione e le mutilazioni inflittale dal feroce cane, è ancora viva, la uccide a colpi di vanga per non farla soffrire più. Un Bert morente arriva infine al cottage, ancora inseguito dal padre di Dennis e i suoi compagni. Con l'aiuto di Paul, Bert riesce ad uccidere i suoi inseguitori, per poi esalare l'ultimo respiro, mentre Paul si propone di trovare Jeff. Dopo aver trovato il corpo smembrato di Grimm e aver scoperto di essere infetto a sua volta, Paul si avvia con la sua auto, investendo un cervo che, negli spasmi della morte, arriva molto vicino ad ucciderlo.
Ormai a stento capace di reggersi in piedi, Paul si ritrova nel mezzo di una festa di adolescenti intenti ad ubriacarsi e a fumare, a cui sta partecipando anche l'agente Olsen. Tramite un gruppo di suoi colleghi che lo avvisano via radio, l'agente apprende cos'è successo al cottage di Paul e, quando il ragazzo infetta alcuni dei giovani partecipanti alla festa, anziché aiutarlo, Olsen lo caccia via in malo modo.
Paul viene quindi raccolto da un camion di passaggio e portato in ospedale. Qui viene sottoposto a interrogatorio da alcuni agenti, ma non riesce a dare nessuna risposta. Lo sceriffo della contea ordina quindi all'agente Olsen di "occuparsi di lui". Paul cerca quindi di avvertire l'agente del pericolo che può causare l'acqua infetta, ma non viene ascoltato, e viene spinto dentro un lago dal poliziotto.
Il giorno dopo Jeff, dopo essere rimasto nascosto nei boschi per ore, ritorna al cottage dove, vedendo i resti degli amici, scoppia in un pianto di dolore che si trasforma subito dopo in gioia per essere sopravvissuto a quel massacro. La sua felicità però dura poco, perché subito dopo viene ucciso da una pattuglia di poliziotti, che poi bruciano il suo cadavere assieme a quello degli amici.
Giù in paese, nel frattempo, due bambini vendono della limonata, che hanno ricavato dall'acqua del lago in cui Paul è stato gettato dagli stessi agenti di polizia. Inoltre, un grande camion, riempito con bottiglie di acqua prelevata dal torrente, viene parcheggiato davanti al negozio di alimentari in cui i ragazzi si erano fermati al loro arrivo al villaggio.
Il film termina con alcuni afroamericani che entrano nel negozio di alimentari. Il proprietario del negozio afferra il fucile che stava pulendo e glielo consegna, spiegando che lo ha pulito e caricato per loro.

## Produzione
Eli Roth scrisse la sceneggiatura di Cabin Fever insieme all'amico e compagno di stanza alla New York University, Randy Pearlstein, nel 1995, mentre era impiegato come assistente alla produzione in Private Parts di Howard Stern. Con alcune idee già in mente, terminò la storia ispirandosi a una reale esperienza personale del passato, quando durante un viaggio in Islanda incontrò un'infezione alla pelle.
I primi tentativi di trovare un compratore si rivelarono infruttuosi, poiché le principali compagnie ritenevano l'orrore ormai un genere decaduto e poco redditizio.
Quando, però, uscì Scream nel 1996, ottenendo un grande successo sia in termini di incassi che di critica, diverse case cinematografiche rividero i loro parametri sul genere. Nonostante ciò, Roth non riuscì ancora a trovare un acquirente, poiché chi si era mostrato interessato, gli aveva proposto di rendere la sceneggiatura più vicina a Scream.
Alcuni potenziali finanziatori trovarono il contenuto del film eccessivo, sia per la caratterizzazione molto gore, che per l'uso della parola "negro" a inizio film. Per questi e altri motivi, la sceneggiatura non fu prodotta sino alla fine del 2001, quando Roth e Lauren Moews raccolsero insieme cinquantamila dollari per avviare la produzione, aiutati dai produttori Evan Astrowky e Sam Froelich.
Nella lista dei ringraziamenti viene citato David Lynch.

### Cast
Non si sa chi ha interpretato il "chirurgo-coniglio", intento a curare Dennis, visto da Paul mentre viene ricoverato, fra i titoli di coda al posto del nome dell'attore è scritto: "We will never tell", cioè "Non lo diremo mai". Il ruolo del "chirurgo-coniglio" è un esplicito omaggio a Shining, nella scena in cui la moglie di Jack vede un uomo con un costume da orso.

### Cameo
Nel film è presente un cameo del regista Eli Roth (è accreditato nei titoli di coda come David Kaufbird), nella parte del ragazzo con il cane, Justin "Grimm", che appare mentre loro sono riuniti intorno al fuoco, mentre suo fratello Adam Roth compare nella parte dell'uomo calvo felice presente nei flashback della storia raccontata da Paul.

## Colonna sonora
Alcune tracce della colonna sonora del film sono state scritte da David Hess, l'attore che interpreta Alex in La casa sperduta nel parco.

## Promozione

### Slogan promozionali
- «Cabin Fever... catch it.»
«Lasciati contagiare.»
- «Terror... In the flesh.»

## Distribuzione

### Edizioni home video
Nel febbraio 2010 una nuova e restaurata director's cut è stata distribuita su Blu-ray.

## Sequel, prequel e remake
Nel 2009 e nel 2014 sono stati realizzati rispettivamente un sequel Cabin Fever 2 - Il contagio e un prequel Cabin Fever: Patient Zero. Nel 2016 è stato realizzato il remake Cabin Fever, diretto da Travis Zariwny e prodotto da Eli Roth.